# Синджорджу-де-Месеш
Синджорджу-де-Месеш (рум. Sângeorgiu de Meseș) — село у повіті Селаж в Румунії. Входить до складу комуни Бучумі.
Село розташоване на відстані 376 км на північний захід від Бухареста, 15 км на південь від Залеу, 53 км на північний захід від Клуж-Напоки.

## Населення
За даними перепису населення 2002 року у селі проживали 379 осіб, усі — румуни. Усі жителі села рідною мовою назвали румунську.